# Francesc Miró-Sans i Casacuberta
Francesc Miró-Sans i Casacuberta   (Barcelona, 2 d'abril de 1916 - Barcelona, 31 d'octubre de 1989) fou un empresari del sector tèxtil, directiu i posteriorment president del FC Barcelona durant set anys i sis mesos, entre el 1953 i el 1961.

## De directiu a president
Miró-Sans va formar part de la directiva del FC Barcelona presidida per Enric Martí i Carreto fins al setembre del 1953, però va dimitir amb el president i la resta de directius després de la resolució del "cas Di Stéfano", que frustrava el fitxatge d'Alfredo Di Stéfano pel FC Barcelona, en benefici del Reial Madrid i va causar una gran polèmica a Barcelona i al futbol espanyol.
Després de la dimissió de la directiva va prendre el comandament del club una comissió gestora presidida pel president de la Federació Catalana de Futbol Francisco Gimenez Salines, la principal comesa de la qual va ser governar el club fins a la designació d'un nou president.
Miró-Sans va accedir a la presidència del FC Barcelona gràcies a unes eleccions, celebrades el 15 de novembre de 1953, en les quals van poder votar tots els homes amb dos o més anys d'antiguitat com socis del club. Això el va fer passar a la història com el primer president del club triat pels socis.
En la seva elecció, no obstant això, es van produir diverses irregularitats segons han revelat diferents periodistes i historiadors. En l'obra El cas Di Stéfano, de Xavier García Luque i Jordi Finestres, s'explica que "dels tres precandidats que va presentar Giménez Salines, Francesc Miró-Sans, Ramon Riba i Amat Casajuana, va sortir elegit el que el Governador Civil de Barcelona va designar. Miró-Sans, que era considerat com un dels homes d'absoluta confiança del règim".
Els dos candidats finals van ser Miró-Sans i Amat Casajuana. Miró-Sans va basar la seva campanya en la idea de la construcció d'un nou estadi, el Camp Nou, com a base per a construir un nou i pròsper Barça. El seu lema va ser "Pel millor camp del món". Enfront, Amat Casajuana, "concessionari d'una marca d'automòbils, soci veterà, partidari de la prudència i el seny, tenia el suport d'aquells que, com ell, pensaven que era molt arriscat construir un camp nou i que n'hi havia prou amb remodelar el camp de Les Corts", apunta el periodista Santiago Codina en el llibre Els presidents del Barça.
En la pàgina 227 del llibre El cas Di Stéfano, de Xavier García Luque i Jordi Finestres, també s'afirma que a les eleccions "va haver-hi un mercadeig vergonyós de carnets, perquè la presentació d'un carnet de soci equivalia a un vot encara que el titular no acudís a votar en persona i Alfonso Tuset, el fidel col·laborador de Samitier, va tenir un paper destacat aportant piles de carnets a favor de Miró-Sans". Santiago Codina, en Els presidents del Barça, confirma els fets: "No van votar els socis, van votar els carnets. Això va fer que els emissaris dels dos candidats intentessin com bojos recollir carnets per a convertir-los en paperetes".
Miró-Sans era molt jove, impetuós i ambiciós, com el descriu Santiago Codina: "era conegut com "en paraules" per la seva facilitat de xerrar, de vegades irrefrenable".
Finalment Miró-Sans va obtenir 8.771 vots i va derrotar per poc Amat Casajuana, amb 8.470. El 23 de desembre del 1953, es va convertir en president del club.

## El seu primer mandat (1953-1957): la construcció del Camp Nou

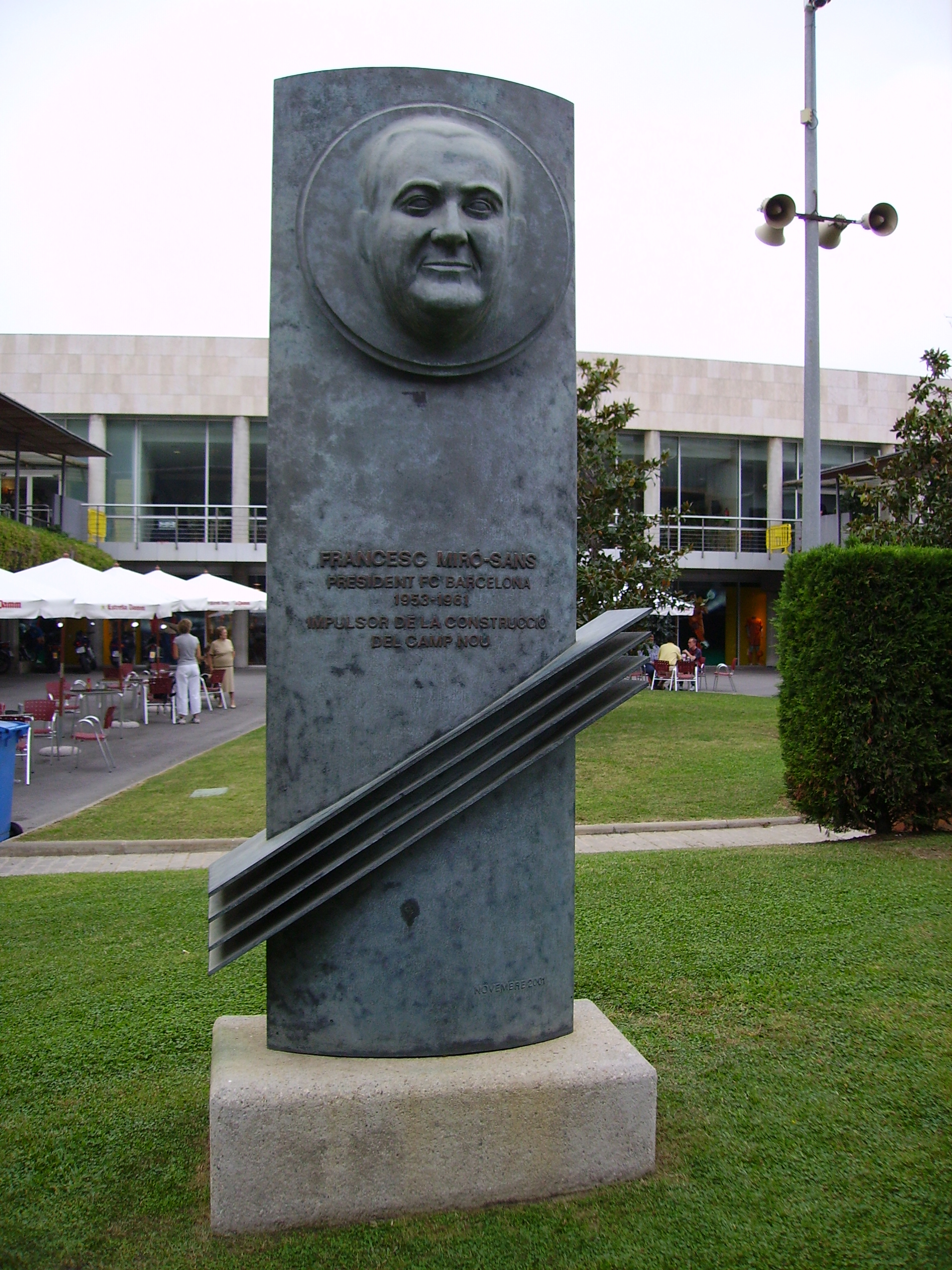
Estàtua de Miró-Sans al Camp Nou

Miró-Sans va arribar en un gran moment per al FC Barcelona, l'equip era conegut com el "Barça de les Cinc Copes", ja que el 1952, un any abans de la seva arribada, havia guanyat els cinc títols que havia disputat. El 1953, l'equip era el vigent campió de la lliga espanyola i comptava amb figures com ara Ramallets, Segarra, Basora, Kubala, César, Moreno o Manchón.
Malgrat això, els seus primers quatre anys com a president van coincidir en el plànol futbolístic amb el renaixement del Real Madrid, gràcies a la incorporació de Di Stéfano i a un lent declivi del FC Barcelona, que només va guanyar un títol, la Copa d'Espanya del 1957.
El fet, no obstant això, que va marcar el seu primer mandat (i en realitat tota la seva presidència al capdavant del club) va ser la construcció d'un nou estadi, tal com havia promès en la campanya electoral.
Primer va aconseguir de les autoritats (Delegació del Govern i Ajuntament de Barcelona) l'ajuda necessària per a aconseguir els terrenys on es construiria el Camp Nou, així com la requalificació per a poder vendre els terrenys del camp de les Corts. Després d'aquests passos,
el 24 de març del 1954 va tenir lloc el multitudinari acte de col·locació de la primera pedra.
El principal problema de la construcció del Camp Nou va ser el finançament de les obres, ja que els seus costos van superar clarament els pressupostos previstos. Miró-Sans va sol·licitar ajuda als socis perquè avancessin el pagament dels seus abonaments i va llançar una emissió d'abonaments i obligacions. Així i tot, el club només va poder cobrir 191.093.329 de les 242.853.989 pessetes que va costar l'estadi, inclosa la compra de terrenys, la construcció i les despeses financeres. Això va deixar un dèficit al club de gairebé 58 milions de pessetes, una quantitat molt alta per l'època, motiu pel qual Miró-Sans va ser durament criticat des de diversos àmbits.
Finalment, superats tots els obstacles, el 27 de setembre de 1957 va tenir lloc la inauguració del Camp Nou, el nou estadi del FC Barcelona que substituiria el vell Camp de les Corts i permetria un espectacular creixement de la massa social del club. Aquest creixement i els beneficis econòmics que van suposar per al club, van propiciar nous èxits.

## Segon mandat (1958-1961): arriben els títols amb Helenio Herrera
El 1958 es va convertir en el primer president de la història del club a ser reelegit pels socis. Les eleccions, celebrades el 7 de gener del 1958, no van ser universals, sinó que només van votar 200 socis homes triats com a compromissaris. Miró-Sans va ser votat pel 75 per cent dels electors, obtenint 158 vots enfront dels 55 vots aconseguits per l'altre candidat, Antoni Palés.
Inaugurat el Camp Nou, i una vegada reelegit president, Miró-Sans va fer una forta aposta esportiva. Però aquesta vegada no es tractava de fitxar a un jugador, sinó a un entrenador, el més prestigiós del moment, Helenio Herrera. Després dels fracassos dels anteriors entrenadors, Miró-Sans es va decidir a apostar fort per H.H., pel qual va pagar una important quantitat de diners. Helenio Herrera es va convertir en el primer entrenador fitxat en la història del FC Barcelona.
Però l'aposta va ser encertada. Herrera va revolucionar molts aspectes del futbol i va donar al club els majors èxits de l'etapa de Miró-Sans. En les dues temporades que H.H. va romandre en el club es van conquistar dues Lligues (1958-1959, 1959-1960), una nova Copa d'Espanya (1959) i dues Copes de Fires, el 1958 i el 1960.
Però la forta personalitat d'Helenio Herrera també va crear problemes amb el Secretari Tècnic Josep Samitier i amb alguns jugadors, com Kubala. Moltes de les seves decisions van crear controvèrsia i l'afició es dividí entre els partidaris i els contraris d'H.H. AL final, Miró-Sans va destituir Herrera, una decisió que provocaria un augment de l'oposició a la seva gestió.
Davant la complicada situació social generada, finalment Miró-Sans va dimitir el 28 de febrer del 1961, un any abans de finalitzar el seu segon mandat.

## Altres consideracions
Pel que fa a les seccions esportives, el club aconseguí tres títols. L'equip d'hoquei sobre patins guanyà la segona Copa d'Espanya de la seva història, la temporada 1957-1958.
L'equip de bàsquet feu per primera vegada en la seva història un doblet: la temporada 1958-1959 guanyà la seva primera Lliga espanyola i el setè Campionat d'Espanya de la seva història.
Durant el seu mandat, el nombre de socis va augmentar considerablement, des dels 32.000 del 1953 fin els 40.000 del 1961.
Va ser també president de la Federació Catalana de Llebrers entre 1981 i 1986. Va ser elegit com a candidat únic el 15 de desembre de 1981, quan ja tenia seixanta-tres anys, i es va mantenir en el càrrec fins al mes d'agost de 1986. Malgrat no tenir cap relació amb el món dels llebrers, Miró-Sans va ser nomenat vocal de la Federació Catalana el 1948, per la seva amistat amb el president Carlos Romero de Luque, i posteriorment també ho va ser de l'Espanyola quan ja era president del Barça, càrrec al qual va accedir el 1953. Des de 1953, va ser un dels socis del Canòdrom Pavelló, que es va inaugurar aquell mateix any i va compartir durant un temps la utilitat de pavelló esportiu i recinte per a curses de llebrers, fins que va quedar només per a aquest ús.

## Entrenadors de futbol sota la seva presidència
- Sandro Puppo (1954-1955).
- Domènec Balmanya (1956-1958).
- Helenio Herrera (1958-1960).
- Enric Rabassa (1960).
- Ljubisa Brocic (1960-1961).
- Enrique Orizaola (1961).

## Títols aconseguits pel club sota la seva presidència
- Futbol:

- 2 Lliga espanyola de futbol: 1958-1959 i 1959-1960.
- 2 Copes del Generalísimo: 1957 i 1959.
- 2 Copes de Fires: 1958 i 1960.

- Bàsquet:

- 1 Lliga espanyola: 1958-1959.
- 1 Campionat d'Espanya: 1958-1959.

- Hoquei sobre patins:

- 1 Copa d'Espanya: 1957-1958.